# 常德快速公交
常德快速公交系统（英語：Changde Bus Rapid Transit，简称常德BRT）是运营在中华人民共和国湖南省常德市的快速公交系统，亦为湖南省首个建成的快速公交系统，于2012年12月26日试运营，2013年1月1日正式运营。除H5线外，其他线路实行一票制2元；H5线实行分段计价，市区内2元，过机场快速路4元。公交卡、金融IC卡或腾讯乘车码扫码乘车7.5折优惠。

## 运营线路
截至2018年3月24日，常德快速公交共有10条线路正在运营。
| 线路名称 | 起讫站                        | 运营时间    | 开通时间       |
| -------- | ----------------------------- | ----------- | -------------- |
| H1线     | 公交总站-德山公交站           | 06:00-22:00 | 2012年12月26日 |
| H2线     | 公交总站-德山公交站           | 06:00-21:00 | 2015年1月15日  |
| H5线     | 柳叶湖游客集散中心-桃花源机场 | 07:00-19:30 | 2018年3月24日  |
| H11线    | 隆腾物流园-柳叶湖中学         | 06:30-18:00 | 2012年12月26日 |
| H13线    | 公交二分公司-德山公交站       | 06:00-21:00 | 2012年12月26日 |
| H15线    | 文化宫（前）-火车站           | 06:00-21:00 | 2012年12月26日 |
| H16线    | 高职院-柳叶湖                 | 06:24-17:48 | 2012年12月26日 |
| L12线    | 晒谷岭-德山公交站             | 06:30-18:30 | 2012年12月26日 |
| L13线    | 芦山村-皇木关                 | 06:50-17:10 | 2012年12月26日 |
| L18线    | 武陵阁-富贵村                 | 06:10-18:20 | 2015年3月1日   |